# Blepharis ciliaris
Blepharis ciliaris es una especie de planta herbácea perteneciente a la familia de las acantáceas. Se encuentra en África tropical y se distribuye por Arabia hasta la India.

## Descripción
Es una planta pubescente grisácea con el tronco corto, ramificada y rígida. Las hojas de cuatro en cuatro en los nodos, son oblongas o elípticas, estrechas, sésiles y espinosas. Las inflorescencias  con brácteas  ovadas, acuminadas y recurvadas. Las flores con la corola de color azul. El fruto en forma de cápsula.

## Taxonomía
Blepharis ciliaris fue descrita por  (L.) B.L.Burtt y publicado en Notes from the Royal Botanic Garden, Edinburgh 22: 94. 1956.
Etimología
Blepharis: nombre genérico del griego blepharon = "pestañas".
ciliaris: epíteto latino que significa "con flecos".
Sinonimia
- Acanthus pectinatus Willd. ex Nees
- Acanthus tetragonus R.Br.
- Ruellia ciliaris L.
- Ruellia persica Burm.f.[5]